# Triebischtal
Triebischtal era un comune della Sassonia, in Germania.
Faceva parte del circondario (Landkreis) di Meißen (targa MEI).
A partire dal 1º luglio 2012 il comune è stato soppresso, i centri abitati e la popolazione sono stati incorporati nel comune di Klipphausen.